# Deux de couple masculin aux Jeux olympiques d'été de 2016
Navigation
Londres 2012 Tokyo 2020
L'épreuve masculine de deux de couple des Jeux olympiques d'été 2016 de Rio de Janeiro a lieu sur le Lagoa Rodrigo de Freitas du 6 au 11 août 2016.

## Résultats

### Séries
Les trois premiers de chaque série se qualifient pour les demi-finales A/B, les autres disputent des repêchages.

#### Série 1
| Rang | Rameur                             | Pays             | Temps   | Notes |
| ---- | ---------------------------------- | ---------------- | ------- | ----- |
| 1    | Robbie Manson Chris Harris         | Nouvelle-Zélande | 6:40.35 | SA/B  |
| 2    | Aleksandar Aleksandrov Boris Yotov | Azerbaïdjan      | 6:40.52 | SA/B  |
| 3    | Francesco Fossi Romano Battisti    | Italie           | 6:42.33 | SA/B  |
| 4    | Jonathan Walton John Collins       | Grande-Bretagne  | 6:43.93 | R     |
| 5    | Eduardo Rubio Adrián Oquendo       | Cuba             | 6:52.20 | R     |

#### Série 2
| Rang | Rameur                             | Pays      | Temps   | Notes |
| ---- | ---------------------------------- | --------- | ------- | ----- |
| 1    | Mindaugas Griškonis Saulius Ritter | Lituanie  | 6:29.11 | SA/B  |
| 2    | Kjetil Borch Olaf Tufte            | Norvège   | 6:30.58 | SA/B  |
| 3    | Marcel Hacker Stephan Krüger       | Allemagne | 6:31.85 | SA/B  |
| 4    | Georgi Bozhilov Kristian Vasilev   | Bulgarie  | 6:44.31 | R     |

#### Série 3
| Rang | Rameur                            | Pays      | Temps   | Notes |
| ---- | --------------------------------- | --------- | ------- | ----- |
| 1    | Martin Sinković Valent Sinković   | Croatie   | 6:30.09 | SA/B  |
| 2    | Hugo Boucheron Matthieu Androdias | France    | 6:33.03 | SA/B  |
| 3    | David Watts Chris Morgan          | Australie | 6:36.39 | SA/B  |
| 4    | Marko Marjanovic Andrija Sljukic  | Serbie    | 7:07.29 | R     |

### Repêchage
Les trois premiers se qualifient pour les demi-finales.
| Rang | Rameur                           | Pays            | Temps   | Notes |
| ---- | -------------------------------- | --------------- | ------- | ----- |
| 1    | Jonathan Walton John Collins     | Grande-Bretagne | 6:19.60 | SA/B  |
| 2    | Georgi Bozhilov Kristian Vasilev | Bulgarie        | 6:20.56 | SA/B  |
| 3    | Marko Marjanovic Andrija Sljukic | Serbie          | 6:20.62 | SA/B  |
| 4    | Eduardo Rubio Adrián Oquendo     | Cuba            | 6:21.52 |       |

### Demi-finales
Les trois premiers de chaque série se qualifient pour la finale.

#### Série 1
| Rang | Rameur                           | Pays             | Temps   | Notes |
| ---- | -------------------------------- | ---------------- | ------- | ----- |
| 1    | Martin Sinković Valent Sinković  | Croatie          | 6:12.27 | Q     |
| 2    | Kjetil Borch Olaf Tufte          | Norvège          | 6:13.50 | Q     |
| 3    | Jonathan Walton John Collins     | Grande-Bretagne  | 6:13.83 | Q     |
| 4    | Robbie Manson Chris Harris       | Nouvelle-Zélande | 6:17.01 |       |
| 5    | David Watts Chris Morgan         | Australie        | 6:19.36 |       |
| 6    | Georgi Bozhilov Kristian Vasilev | Bulgarie         | 6:47.00 |       |

#### Série 2
| Rang | Rameur                             | Pays        | Temps   | Notes |
| ---- | ---------------------------------- | ----------- | ------- | ----- |
| 1    | Mindaugas Griškonis Saulius Ritter | Lituanie    | 6:14.61 | Q     |
| 2    | Francesco Fossi Romano Battisti    | Italie      | 6:15.24 | Q     |
| 3    | Hugo Boucheron Matthieu Androdias  | France      | 6:16.15 | Q     |
| 4    | Marcel Hacker Stephan Krüger       | Allemagne   | 6:18.32 |       |
| 5    | Marko Marjanovic Andrija Sljukic   | Serbie      | 6:27.66 |       |
| 6    | Aleksandar Aleksandrov Boris Yotov | Azerbaïdjan | 6:37.49 |       |